# تمريض
التمريض هي مهنة في قطاع الرعاية الصحية تركز على رعاية الأفراد والأسر والمجتمعات حتى يتمكنوا من الوصول إلى الصحة المثلى وجودة الحياة للحفاظ عليها أو السعي اليها. يمكن تمييز الممرضات عن مقدمي الرعاية الصحية الآخرين مثل الممارس الصحي من خلال نهجهم في رعاية المرضى والتدريب ونطاق عملهم. تمارس الممرضات في العديد من التخصصات و تتفاوت سلطتهم وقدرتهم على إعطاء الوصفات الطبية. تشكل الممرضات من الإناث أكبر مكون لمعظم بيئات الرعاية الصحية. وتوجد أدلة على نقص الممرضين المؤهلين على مستوى العالم. يتعاون عاملي التمريض مع مقدمي الرعاية الصحية الآخرين مثل الأطباء والممرضات الممارسين والمعالجين الفيزيائيين وحتى علماء النفس. على عكس الممرضات الممارسات، لا يمكن للممرضات عادةً وصف الأدوية في الولايات المتحدة. الممرضات الممارسات هَنَ ممرضات حاصلات على درجة الدراسات العليا في تمريض. يمارسون عملهم بشكل مستقل في مجموعة متنوعة من الأماكن في الولايات المتحدة. منذ فترة ما بعد الحرب، خضع التمريض لعملية تنويع نحو أوراق اعتماد متقدمة ومتخصصة، كما أن العديد من اللوائح والشروط وأدوار مقدمي خدمة التمريض تتغير. بالإضافة إلى توفير الرعاية والدعم، مهنة التمريض من أهدافها تثقيف الجمهور وتعزيز الصحة.

## تاريخ التمريض

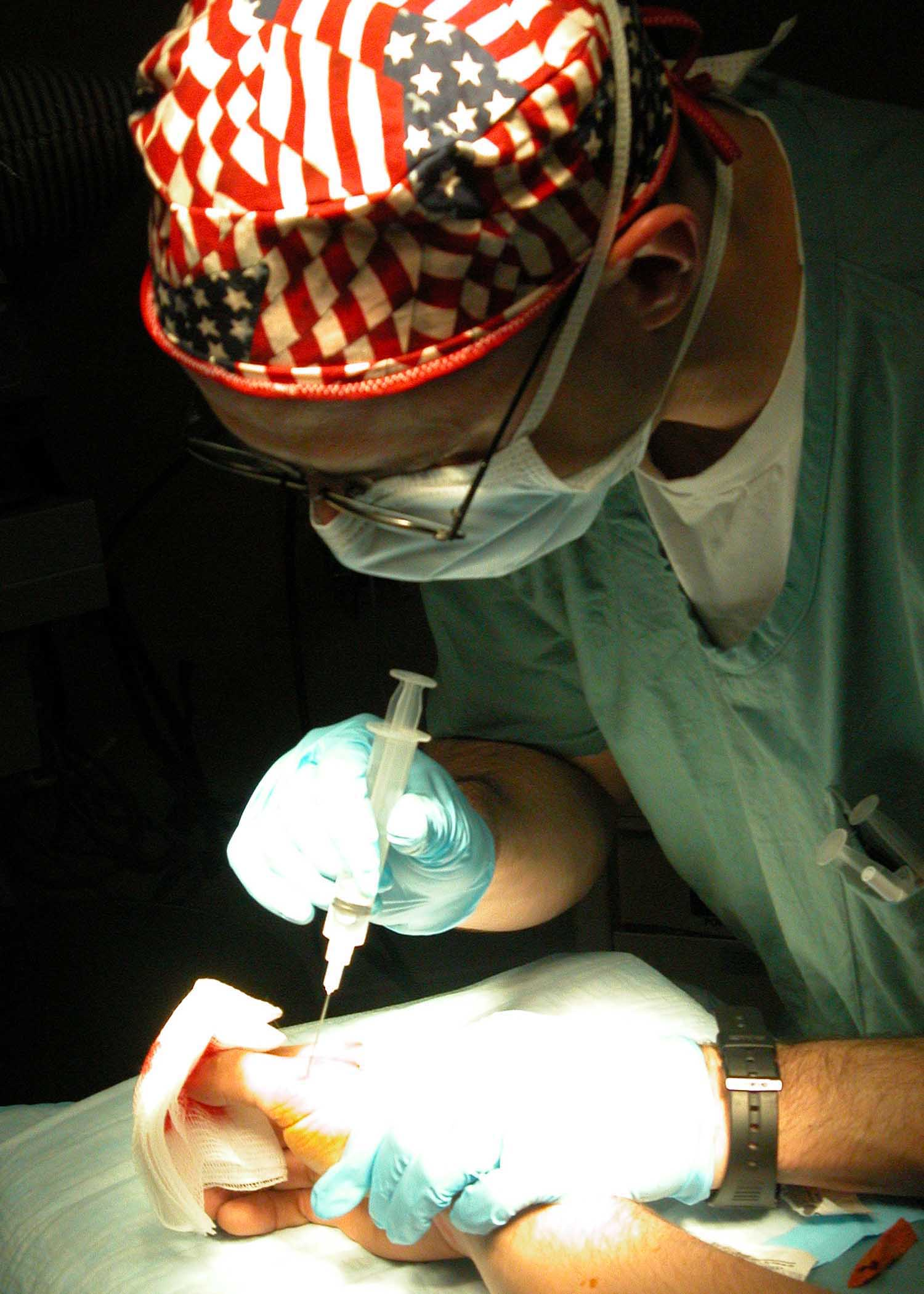
ممرض التخدير

### في الإسلام
تعتبر رفيدة بنت كعب الأسلمية أول ممرضة في عهد الإسلام. حيث كانت تضمد المصابين والجرحى في الحروب التي يكون المسلمون طرفاً بها. وقد كان لرفيدة خيمة لمداواة الجرحى، ولما أصيب سعد بن معاذ بسهم في معركة الخندق قال النبي ﷺ أجعلوه في خيمة رفيدة التي في المسجد حتى أعوده، وتقديراً من النبي ﷺ لجهودها في غزوة خيبر في مداواة الجرحى وخدمة المسلمين فقد أسهم لها بسهم رجل مقاتل.
كما برز اسم الربيع بنت معوذ التي تطوعت بسقاية الجيش، ومداواة الجرحى ورد القتلى إلى المدينة وأيضاً حمنة بنت جحش التي تطوعت في معركة أحد فكانت تسقى العطشى وتداوي الجرحى.
وأيضا أم سنان الأسلمية التي تطوعت في غزوة خيبر لمعالجة المحاربين.
وقد كان النبي محمد ﷺ يواجه هذه الأعمال التطوعية التي كانت تقوم بها النساء بالشكر والثناء.

### التمريض كمهنة
كانت بداية التمريض في بريطانيا، حيث كان هناك العديد من الأطباء يوم أن كان الطبيب رجل عطوف يبحث عن مصلحة المريض فيقدم له أفضل أنواع العلاج والرعاية حتى يتماثل للعلاج ونظراً لحاجة الطبيب لمن يساعده تطوعة النساء الراهبات لمساعدة الأطباء ولم يخشى عليهن من الانجراف خلف شهوات النفس والوقوع في الرذيلة لأنهن راهبات ومعلوم أن الراهبات في الفكر المسيحي يمنحون أنفسهن للدين (الكنيسة) للخدمة وبذلك فإنهن يترفعن عن الزواج وما يؤدي له لذا لم يخشى عليهن من الانحراف الأخلاقي فكانت تساعد الطبيب في شؤونه الطبية وكان الجميع يحبهن لإخلاصهن في العمل ويطلق عليهن بالأخوات كما هو معروف عند المسيحيين وعندما تحررت الدول المسيحية من قيود الدين (الكنيسة) وانبثقت العلمانية ضد رجال الدين فطالبوا بفصل الدين عن الحياة والتوجه نحو العلوم التجريبية نقلوا ثقافتهم القديمة كما هي فصار من ثقافة الطب توفر ممرضات نساء وعندما انتقلت إلى الدول العربية والإسلامية الطب نقلت معه الثقافة الغربية كما هي طبيب وممرض كشرط من شروط التطبيب.

### تاريخ التمريض في الدول الغربية

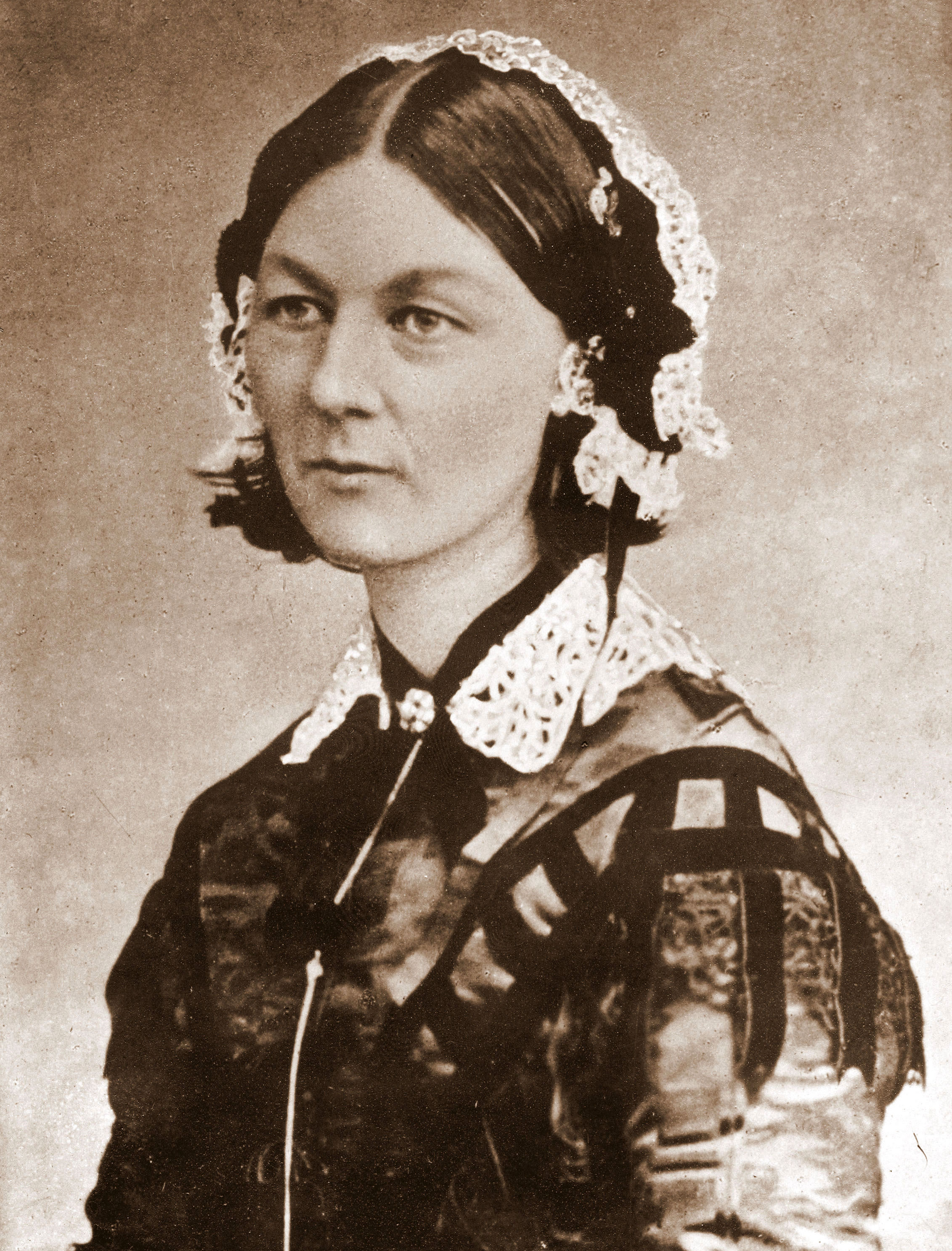
كانت فلورنس نايتينجيل شخصية مؤثرة في تطوير التمريض الحديث. لم يكن ثمة زي رسمي للممرضات قد اعتمد بعد عندما عملت فلورنس أثناء حرب القرم. كانت فلورنس أول من أبرز دور التمريض والتعليم وأهميتهما.

أول من مارس المفاهيم الغربية الأوروبية للتمريض خلال القرون الوسطى هم الرهبان الكاثوليك. نماذج مشابهة للعناية بالمريض كانت تمارس في نطاق أديان أخرى في الشرق الأوسط وآسيا.
خلال القرن السابع عشر كان التمريض يمارس في أوروبا من طرف السجناء رجالاً ونساءً على حد السواء. كانت للممرضات سمعة سيئة حيث كنّ ينعتن بالسكيرات؛ سرعان ما عزز بعض الأطباء هده الرؤية الدنيوية للممرضات لكي يثبتوا تفوقهم وأهميتهم في المجال الصحي، إلى ان أصبحت فلورنس نايتينجيل ممرضةً، وهي امرأة متعلمة تنحدر من عائلة من الطبقة الوسطى. ساهمت فلورانس في تحسين مهنة التمريض بشكل إيجابي حتى أصبح الناس ينظرون لمهنة التمريض بتقدير واحترام.
سنة 1853 أنشأ 'ثيودور فليدنير' مستشفى حيث شَغّلَ به ممرضات ذوات أخلاق سامية، الشيء الذي أدى إلى إعجاب الكثير من الناس بمؤسسته الصحية، تبعاً لهذه المبادرة تم تشييد المعهد البريطاني للتمريض «الأخوات».
قبيل تطًور التمريض المعاصر كان الرهبان واعضاء الجيش يؤدون خدمات شبيهة بالتمريض. ظل التمريض المعاصر محتفظا ببعض اصوله الدينية والعسكرية، فلا زال البريطانيون يطلقون على الممرضة الرئيسية اسم «الأخت».
عرف التمريض تطًوراً هاماً خلال الحرب حيث وضعت «فلورونس» الحجر الأساسي للتمريض الاحترافي بعد كتابة «ملاحظات عن التمريض»، وكان كتابها يرمي إلى تحسين الظروف الصحية للعسكريين خلال الحرب.
ساهم في تطًوير مهنة التمريض ممرضات عديدات من بينهن:
- ماري سيكول: التي اشتغلت بالتمريض خلال الحرب،
- أغنيس إليزابيث جونس وليندا ريتشردس: اللتان يرجع لهما الفضل في إنشاء مدارس تمريض من جودة عالية في اليابان والولايات المتحدة الأمريكية، وتعتبر ليندا ريتشردس أول ممرضة مدربة بطريقة احترافية في تاريخ أمريكا بعد تخرجها في مستشفى النساء والأطفال بمدينة بوسطًون سنة 1873

## تعريف التمريض
التمريض عمل يؤدى لمساعدة الفرد - مريضا أو سليما - في القيام بالأنشطة التي تساهم في الارتقاء بصحته أو استعادة صحته في حالة المرض أو "الموت في سلام وأمان. (منظمة الصحة العالمية)
التمريض علم وفن ويهتم بالفرد ككل - جسم وعقل وروح - ويعمل على تقدم وحفظ الفرد روحيا وعقليا وجسمانيا ومساعدته على الشفاء عندما يكون مريضا ويمتد الاهتمام بالفرد المريض إلى أسرته ومجتمعة ويشتمل ذلك على العناية ببيئته وتقديم التثقيف الصحي عن طريق الإرشادات والقدوة الحسنة (نشرة جمعية الصحة الدولية)
التمريض هو خدمة مباشرة تهدف إلى استيفاء حاجات الفرد والأسرة والمجتمع في الصحة والمرض (الجمعية الأمريكية للتمريض)
وهناك العديد من التعاريف الخاصة بالتمريض إلا أنها جميعا تتفق على أن التمريض هو مجموع الخدمات التي تعطى للأفراد وذويهم بغرض مساعدتهم على الاحتفاظ بحالتهم الطبيعية أو مساعدتهم لتخفيف آلامهم العضوية والنفسية كما أن الخدمات التمريضية قد يكون الغرض منها الوقاية من المرض أو المساعدة في التشخيص والعلاج والوقاية من حدوث مضاعفات
التمريض يعتبر خدمات لمساعدة الفرد سواء كان مريضا أو سليما على القيام بمتطلباته اليومية معتمدا على نفسه بقدر الإمكان وهو يحتاج لقوة الملاحظة لتحديد احتياجات الفرد
ولكي يقوم الممرض بعمله على خير وجه فهو يحتاج إلى أساس من العلوم الطبية والاجتماعية لمساعدته في التعامل مع الأفراد أو المعاقين كما يتعامل مع الأطفال حديثي الولادة والأطفال والشباب وكبار السن لذلك فعند إعداد العاملين من هيئة التمريض يجب الاهتمام بمتطلبات وواجبات الخدمات الصحية المتوفرة بالبلاد والتركيز في إعداد الممرض في معاهد ومدارس التمريض على ما يلي:
1. المحافظة على الصحة والنهوض بها إلى أعلى مستوياتها.
2. وقاية الفرد والأسرة من المرض ويشمل ذلك الأم مع الطفل.
3. رعاية المرضى والمعوقين وتأهيلهم للعيش بعاهاتهم ورعاية المسنين.

### نظريات التمريض
ظهرت معظم النظريات التمريضية في منتصف القرن العشرين متأثرة بالتطورات النظرية في العلوم الإنسانية، خاصة علم النفس والتربية وعلم الاجتماع. تشترك النظريات التمريضية بتركيزها على محاور أربعة وهي: الفرد، البيئة، المجتمع والتمريض. وتختلف النظريات التمريضية في طريقة تفسيرها للعلاقة بين المحاور الاربعة وخبرة كل منظر وتجربته التي يعتمدها في طرحه النظري.
للنظريات التمريضية اهمية كبيرة في ممارسة مهنة التمريض; حيث يستقى من هذه النظريات مبادئ ممارسة المهنة وتطبيقها.
كما تساهم النظريات التمريضية في اشتقاق الفرضيات التجرييبية للبحث العلمي. وتجدر الإشارة ان النظريات التمريضية قد ساهمت بوضع الاطر الفلسفية للإدارة في التمريض حيث يقوم الاداريون باستخلاص رؤاهم الادارية من خلالها.
من هذه النظريات على سبيل المثال لا الحصر: النظام العام ايموجين كنغ، التكيف سيليستا روي، العملية التمريضية ادا اورلاندو.

### منهجية التمريض
دور الممرضين ووظائفهم:
إن التقدم العلمي والتكنولوجي الذي حدث في المجال الصحي أدى إلى امتداد وتشعب دور الممرض فبعد أن كان دور الممرض الرئيسي هو الرعاية الجسمانية للمريض وتنفيذ إرشادات ومتطلبات الطبيب أصبح دوره يشمل الآتى:
1. الرعاية الشاملة للفرد خلال الصحة والمرض حيث تشمل هذه الرعاية النواحي الجسمانية والنفسية والاجتماعية والروحية.
2. تعليم المريض وأسرته ومدهم بالإرشادات اللازمة للوقاية من الأمراض والارتقاء بصحتهم
3. تعليم الفئات الأخريات من هيئة التمريض.
4. الاشتراك في وضع الخطة الشاملة والمتكاملة للرعاية الصحية للفرد والأسرة والمجتمع
5. الاشتراك في الأبحاث العلمية بالرعاية الصحية.
6. تنسيق الخدمات الصحية.
7. إدارة الخدمات التمريضية والإشراف على أفراد هيئة التمريض.

8. التطوير للكادر التمريضي من خلال وضع مناهج التطوير للعاملين واسلوب تقديم العناية المطلوبة

### ظروف العمل التمريضي
يتمثل بالعناية بالمريض والبيئة المحيطة به وعائلته والدعم النفسي من خلال تقديم الرعاية الصحية التي تتضمن تقييم وضعه الصحي وتحديد الأولويات للرعاية الصحية وإعطاء المحاليل الوريدية والأدوية وأخذ ومراقبة العلامات الحيوية للمريض وأخذ الفحوصات المخبرية من عينات الدم وسوائل الجسم وغيرها وتسجيلها لتكون مرجعاُ لما سيُقدم لاحقا من عناية للمريض.

## اختصاصات التمريض
- تمريض الصحة النفسية: ويشمل تقديم الرعاية الصحية النفسية للأفراد والجماعات، تقييم الوضع النفسي للمرضى الذين يعانون من أمراض نفسية أو عقلية، وضع خطط علاجية تتضمن الإرشاد النفسي والتثقيف الصحي وتعديل الافكار والسلوك إضافة إلى تقييم الاعراض واعطاء الادوية.
- تمريض النسائية: هو علم يختص بالعمل مع النساء المرض اللواتي قد يصبحن حوامل أو هن حوامل بالفعل، ويعملون علی مساعدة النساء من خلال تعزيز الصحة والفحوصات لديهم وتعليم النساء عن مضاعفات الحمل لديهن وتقديم الرعاية لهم اثناء الولادة والعمل علی وقايتهم من الامراض النسائية وبعد الحمل ويتواجدون في المستشفيات وفي العيادات النسائية والمراكز الصحية.
- تمريض صحة الأمومة: هو علم تمريض يختص بصحة الام اثناء فترة الحمل والولادة وفترة ما بعد الولادة، ويشمل أيضا تنظيم الحمل وامور ما قبل الحمل، واعطاء الخبرات وضمان الامور الايجابية لمعظم الحالات وتقليل الامراض وحالات الوفاة بشكل عام.
- تمريض صحة الأطفال: هي الرعاية الطبية لحديثي الولادة والأطفال لعمر المراهقة ويهتم بمتابعة النمو والتطور الطبيعي للطفل ومتابعة المطاعيم التي تعمل على تقوية مناعة الطفل ضد الأمراض ومتابعة التغذية الصحية للطفل حسب مراحل العمر وتقديم النصائح والخبرات المناسبة للأهل والمتواجدين عادة في المستشفيات وعيادات الرعاية اليومية والمراكز الصحية.
- تمريض الأمراض المعدية (التحكم بالعدوى): وهو الذي يختص في تقديم الرعاية للمصابين ب امراض معدية، ويعمل على مكافحة انتشار الامراض المعدية مثل: التهاب الكبد الوبائي، ونقص المناعة المكتسبة، باستخدام اساليب مدروسة مثل آليات التخلص من هواء غرفة المريض، والتعامل مع المعدات الخاصة بالمريض، وغسل الأيدي والتعقيم المتواصل للطاقم الطبي.
- تمريض صحة المجتمع
- تمريض السرطان
- تمريض الرعاية التلطيفية
- تمريض الباطنية والجراحة
- تمريض الطوارئ: هو اختصاص في علم التمريض يركز على رعاية المرضى في الحالات الطبية الطارئة والتي تتطلب العناية الطبية العاجلة لتجنب العجز أو الوفاة على المدى الطويل، وعادة يتواجد تمريض الطوارئ في اقسام الطوارئ في المستشفيات والمراكز الصحية والاماكن الرياضية بالإضافة إلى سيارات الإسعاف وطائرات الهيلوكبتر.
- تمريض الجنائي (الشرعي): وهو تطبيق علوم التمريض على الحوادث العامة أو القانونية عن طريق الربط بين نظام الرعاية الصحية والقانون بالاعتماد على العلوم الحيوية والنفسية والاجتماعية للتمريض المسجل للعمل في مسرح الجرائم والتحقيقات وعلاج الضحايا أو العناية بالموتى أو مرتكبي جرائم الاسائة والعنف والانشطة الاجرامية، وقد يتواجدون في مكاتب المحاماة وشركات التامين.
- تمريض غسيل الكلى
- تمريض القسطره القلب والشرايين
- تمريض العناية المركزة
- تمريض التعليم في معاهد التمريض
- تمريض التخدير
- بالإضافة إلى تخصصات دقيقة مثل تمريض الجروح، تمريض التحكم بالألم وغيره

## تمريض العمليات
وهو علم قائم يختلف عن الاقسام الأخرى من تخصصات التمريض لأن دوره مرتبط بالجراحة أكثر من رعاية المريض، ويكون هناك ممرض معقم وممرض دوار وممرض تخدير.
ممرض العمليات ويسمى أحيانا مساعد جراح وهو الممرض المعقم حيت يلعب دور مهم وأساسي يرتبط بشكل مباشر مع الجراح لايمكن الاستغناء عنه في الفريق الجراحي أثناء العملية الجراحية، يكون خطوة بخطوة مع الجراح حيث علم ومهارة ودقة وخبرة ممرض العمليات تلعب دور كبير في تسهيل العملية والخروج بأفضل النتائج للمريض، فهو يعلم الخطوات الجراحية والخطوات الذي سوف يقوم بها الجراح للمريض وبناء على ذلك يقوم بمساعدة الجراح ووهو الذي ينظم غرفة العمليات من خلال المحافظة على تعقيم الوسط الجراحي وتوافر الاجهزة والأدوات المناسبة للعملية والتحضير للعملية من البداية الي النهاية وذلك قبل ادخال المريض إلى قاعة العمليات وإعطاء الراي المناسب وطلب المواد الازمة في الوقت المناسب لضمان سير العملية بكل نجاح.
ممرض الدوار وهو لا يرتبط مع الجراح بشكل مباشر وهو يقوم بمراقبة والحفاظ على المريض وهو يقوم بإعطاء الممرض المعقم المواد المعقمة بالطريقة الصحيحة عند طلبها من قبل الممرض المعقم ويقوم بالحفاظ أيضا عل تعقيم الوسط الجراحي والمحافظة على ى ترتيب البيئة داخل قاعة العمليات.
ممرض التخدير (فني التخدير) يقوم بمساعدة طبيب التخدير في العمليات ثناء التخدير ومراقبة المؤشرات الحيوية أثناء سير العملية الجراحية.